# Herby (gromada)
Herby – dawna gromada, czyli najmniejsza jednostka podziału terytorialnego Polskiej Rzeczypospolitej Ludowej w latach 1954–1972.
Gromady, z gromadzkimi radami narodowymi (GRN) jako organami władzy najniższego stopnia na wsi, funkcjonowały od reformy reorganizującej administrację wiejską przeprowadzonej jesienią 1954 do momentu ich zniesienia z dniem 1 stycznia 1973, tym samym wypierając organizację gminną w latach 1954–1972.
Gromadę Herby z siedzibą GRN w Herbach utworzono – jako jedną z 8759 gromad na obszarze Polski – w powiecie lublinieckim w woj. stalinogrodzkim, na mocy uchwały nr 20/54 WRN w Stalinogrodzie z dnia 5 października 1954. W skład jednostki wszedł obszar dotychczasowej gromady Kalina ze zniesionej gminy Lisów w powiecie lublinieckim oraz obszar dotychczasowej gromady Herby ze zniesionej gminy Ostrowy w powiecie częstochowskim w tymże województwie. Dla gromady ustalono 16 członków gromadzkiej rady narodowej.
20 grudnia 1956 województwo stalinogrodzkie przemianowano (z powrotem) na katowickie.
1 stycznia 1958 gromadę Herby zniesiono w związku z nadaniem jej statusu osiedla.
1 stycznia 1973 w powiecie lublinieckim utworzono gminę Herby.